# Хила-Ривер
Хила-Ривер (англ. Gila River Indian Reservation) — индейская резервация, расположенная на Юго-Западе США в центральной части штата Аризона.

## История
Жители индейской резервации Хила-Ривер ведут своё происхождение от представителей культуры Хохокам, доисторических коренных американцев, которые жили и занимались сельским хозяйством вдоль бассейна реки Хила много веков назад.
Резервация Хила-Ривер была создана для народов пима и марикопа в 1859 году актом Конгресса США. Племена резервации успешно развивали сельское хозяйство и в 1862 году вырастили более миллиона фунтов пшеницы, большую часть которой продали. Позднее, из-за строительства водоотводных сооружений и плотин белыми поселенцами, сельское хозяйство Солт-Ривер было в значительной степени уничтожено. С 1880 по 1920 год жители резервации столкнулись с массовым голодом. Правительство США было вынуждено вмешаться и завести в Солт-Ривер консервированные и обработанные продукты. Изменение в диете оказалось катастрофическим и привело к чрезвычайно высоким показателям ожирения и диабета — состоянию, с которым пима и марикопа всё ещё сталкиваются сегодня.

## Правительство
Правительство Солт-Ривер состоит из трёх ветвей власти: исполнительной, законодательной и судебной. Исполнительная власть включает губернатора и вице-губернатора, которые избираются на трёхлетний срок. В исполнительной власти существуют две отдельные единицы племенного управления: административные офисы и программные департаменты.
Законодательная власть включает в себя 17 избранных членов Совета племени и 7 постоянных комитетов, которые сосредоточены на развитии экономической базы, создании эффективных программ общественных услуг и содействии культурной жизнеспособности. Миссия судебной власти — обеспечить эффективное и справедливое правосудие.

## География
Резервация расположена  на Юго-Западе США в центре Аризоны, в долине реки Санта-Круз, в северо-западной части округа Пинал и на востоке округа Марикопа, к югу от города Финикса.
Общая площадь резервации составляет 1 511,93 км², из них 1 510,99 км² приходится на сушу и 0,937 км² — на воду. Административным центром резервации является статистически обособленная местность Сакатон (на языке оодхам — Geʼe Ki:).

## Демография
По данным федеральной переписи населения 2000 года в резервации проживало 11 257 человек.
Согласно федеральной переписи населения 2020 года в резервации проживало 14 053 человека, насчитывалось 3 238 домашних хозяйств и 3 516 жилых домов. Средний доход на одно домашнее хозяйство в индейской резервации составлял 25 315 долларов США. Около 43,7 % всего населения находились за чертой бедности, в том числе 59,6 % тех, кому ещё не исполнилось 18 лет, и 35,2 % старше 65 лет.
Расовый состав распределился следующим образом: белые — 172 чел., афроамериканцы — 24 чел., коренные американцы (индейцы США) — 13 135 чел., азиаты — 5 чел., океанийцы — 0 чел., представители других рас — 380 чел., представители двух или более рас — 337 человек; испаноязычные или латиноамериканцы любой расы составили 1 690 человек. Плотность населения составляла 9,29 чел./км².

## Экономика
Резервация диверсифицирует свою промышленную, сельскохозяйственную, розничную и рекреационную экономическую базу. В настоящее время сообщество управляет тремя промышленными парками, в которых работают несколько местных и национальных компаний. Промышленный парк Lone Butte признан на национальном уровне одним из самых успешных промышленных парков в индейских резервациях США.
Азартные игры также продолжают оставаться позитивным фактором экономического развития Хила-Ривер. Первое казино было открыто в 1994 году. В дополнение к развлечениям, доступным посетителям, сообщество в настоящее время разрабатывает проект развития гольф-клуба и курорта, в котором будут представлены два поля для гольфа мирового класса на 18 лунок и курортный комплекс на 500 номеров.
В дополнение к акценту на возможности промышленности, бизнеса и отдыха, резервация продолжает зависеть от сельского хозяйства для развития своей экономики. Общественные фермы Хила-Ривер занимают 15 000 акров и выращивают различные культуры, такие как хлопок, люцерна, пшеница, просо, ячмень, дыни, фисташки, оливки, цитрусовые и овощи. Независимые сельскохозяйственные предприятии выращивают аналогичные культуры на 22 000 акрах, в результате чего общая стоимость продукции превышает 25 миллионов долларов.

## Известные уроженцы
- Айра Хэмилтон Чейз — морской пехотинец, известен как один из шести военнослужащих, запечатлённых на фотографии «Поднятие флага на Иводзиме» Джо Розенталя.